# 4-72
Servicios Postales Nacionales S.A. es el operador postal oficial (OPO) de Colombia que opera bajo la marca comercial 4-72. Representa al país ante la Unión Postal Universal (UPU) y es una entidad adscrita al Ministerio de las Tecnologías de la Información y las Comunicaciones de Colombia. Está orientada a ofrecer a todos los ciudadanos un servicio postal de alcance universal dentro de los 192 países que confirman la red física postal más grande del planeta. 4-72 dispone de un amplio portafolio de servicios de mensajería expresa, físicos de correo, electrónicos y virtuales y servicios postales de pago. También le corresponde producir y poner en circulación las emisiones filatélicas en nombre de la nación y supervisar y cumplir con el objetivo del proyecto país del Código Postal para Colombia.  
El nombre 4-72 deriva de una simplificación de las coordenadas del centro geográfico de Colombia: 4° de latitud norte y 72° de longitud oeste.

## Historias
La compañía asumió operaciones tras la liquidación de la antigua empresa estatal Adpostal, a finales de 2006. Además de proporcionar servicios de correo nacional e internacional y carga courier, 4-72 también facilita servicios de pago postal, entre otros.